# Delfino Borroni
Delfino Edmondo Borroni (Giussago, 23 de agosto de 1898 – 26 de octubre de 2008), caballero de Vittorio Veneto, fue un supercentenario italiano, el veterano de guerra italiano más longevo y último superviviente de la Primera Guerra Mundial.
Fue el último veterano del Frente Alpino en la Primera Guerra Mundial, tras la muerte en junio de 2008 del penúltimo italiano Francesco Domenico Chiarello. El último austríaco, Franz Künstler, murió en mayo de 2008. En el momento de su muerte, quedaban vivos dos veteranos de las trincheras: el británico Harry Patch y el francés Fernand Goux, que lucharon en el Frente Occidental.
Borroni era mecánico. Fue llamado a filas en enero de 1917 y asignado al 6º Regimiento Bersaglieri en marzo. Vio acción por primera vez en el Pasubio alpino, donde luchó contra los austríacos. También luchó en Valsugana y en Caporetto, donde, después de recibir un disparo en el talón mientras realizaba una peligrosa misión de reconocimiento, fue capturado como prisionero de guerra austriaco y se vio obligado a cavar trincheras hasta que logró escapar en los últimos días de la guerra.
Ya como civil, fue gravemente herido, cuando siendo conductor de tranvía, fue alcanzado en un bombardeo aliado durante la Segunda Guerra Mundial. Su muerte fue llevada a las noticias y el ministro de Defensa del gobierno italiano, Ignazio La Russa, asistió al funeral.